# Fehérmellű nádipinty
A fehérmellű nádipinty (Heteromunia pectoralis) a madarak osztályának verébalakúak (Passeriformes) rendjébe, ezen belül a díszpintyfélék (Estrildidae) családjába tartozó Heteromunia nem egyetlen faja.

## Rendszerezése
A fajt John Gould angol ornitológus írta le 1841-ben, az Amadina nembe Amadina pectoralis néven.

## Előfordulása
Ausztrália északi részén honos. Természetes élőhelyei a szubtrópusi és trópusi lombhullató erdők, gyepek és szavannák, valamint szántóföldek. Állandó, de kóborló faj.

## Megjelenése
Testhossza 12 centiméter, testtömege 13–18 gramm.

## Életmódja
Magvakkal táplálkozik.

## Szaporodása
Fészekalja 4-6 tojásból áll.

## Természetvédelmi helyzete
Az elterjedési területe nagyon nagy, egyedszáma ugyan csökken, de még nem éri el a kritikus szintet. A Természetvédelmi Világszövetség Vörös listáján nem fenyegetett fajként szerepel.